# آدم دوغديل
آدم دوغديل (بالإنجليزية: Adam Dugdale)‏ هو لاعب كرة قدم بريطاني في مركز الدفاع، ولد في 13 سبتمبر 1987 في ليفربول في المملكة المتحدة. لعب مع نادي أكرينغتون ستانلي ونادي بارو ونادي ترانمير روفرز ونادي ساوثبورت ونادي كرو ألكساندرا ونادي موركامب ونادي هايد إف سي.

## وصلات خارجية
- آدم دوغديل على موقع قاعدة بيانات كرة القدم.إي يو (الإنجليزية)
- آدم دوغديل على موقع Soccerbase.com (لاعب) (الإنجليزية)